# Conte Candoli
Conte Candoli (Conte Secondo Candoli), né le 12 juillet 1927 à Mishawaka (Indiana) et mort le 14 décembre 2001 à Palm Desert (Californie), est un trompettiste de jazz américain.

## Biographie
Frère cadet du trompettiste Pete Candoli, Conte Candoli apprend très jeune la trompette. Il fait ses débuts professionnels à l’âge de 15 ans, en 1943, dans le big band de Woody Herman. Il y reste jusqu’à 1945, année de son service militaire. Libéré, il joue dans le combo de Chubby Jackson. Il joue ensuite dans de nombreux big bands : Stan Kenton (1948, puis 1952-1953), Charlie Ventura (1949), Woody Herman, Charlie Barnet (1950).
En 1954, il forme son propre groupe. Il s’installe en Californie où il mène une carrière de musicien de studio. En parallèle, il fréquente assidûment le « Howard Rumsey’s Lighthouse All-Stars » où il joue avec la crème des jazzmen de style «West Coast» : voir Gettin' Together! (1960) d'Art Pepper par exemple. En 1960, il est membre du « Concert jazz band » de Gerry Mulligan. Il constitue un groupe avec son frère Pete et joue régulièrement avec Shelly Manne. À partir de 1966, il travaille beaucoup pour la télévision, le cinéma et participe à l'enregistrement d'albums de chanteurs (Frank Sinatra, Bing Crosby, Sammy Davis Jr., etc.). En 1968, il devient membre régulier du Tonight Show band de Doc Severinsen qui anime une émission télévisée de Johnny Carson. Dans les années 70, il participe au groupe Supersax et, pour une brève période, intègre de nouveau les rangs de l’orchestre de Kenton. Il se produit souvent avec ses propres petites formations (avec son frère Pete, le tromboniste Frank Rosolino, etc.) . En 1992, atteint du cancer, il est obligé de réduire son activité. Il décède en 2001. L'année précédente, il s'était produit au festival de Marciac au sein des Westcoast Legends de Bud Shank: le public avait acclamé longuement cette formation de vétérans du jazz cool.
Conte Candoli était à la fois un excellent musicien de pupitre et un soliste brillant au style très inspiré par celui de Dizzy Gillespie.

## Discographie partielle

### Comme leader ou co-leader
- 1957 : Art Pepper & Pete Candoli : Mucho Calor, Andex Records A-3002
- 1957 : Conte Candoli Quartet, Mode Records MOD-LP #109

### Comme sideman
- 1955 : Bobby Scott : The Compositions of Bobby Scott, Bethlehem Records BCP-8
- 1955 : Pete Jolly : The Five, RCA Records LPM-1121
- 1956: Red Mitchell : Red Mitchell, Bethlehem Records BCP 38
- 1957 : Stan Levey : Grand Stan, Bethlehem Records BCP-71
- 1957 : Stan Levey : Stan Levey Quintet, Mode Records MOD-LP #101
- 1959 : Jack Sheldon : Jack's Groove, GNP Records GNP 60